# Pustelnia Korzenna
Pustelnia Korzenna, również: Pustelnia Kursko-Korzenna, pełna nazwa: Korzenna Pustelnia Narodzenia Matki Bożej – męski klasztor prawosławny w obwodzie kurskim, w jurysdykcji eparchii kurskiej i rylskiej Rosyjskiego Kościoła Prawosławnego.
Monaster położony jest na wzniesieniu nad rzeką Tuskar, w odległości 27 wiorst od Kurska.
Pustelnia została założona w 1597 na miejscu, gdzie według tradycji w 1295 została odnaleziona cudowna Kursko-Korzenna Ikona Matki Bożej „Znak”. Inicjatorem powstania wspólnoty monastycznej był car Fiodor I.
W 1611 monaster został zniszczony w czasie kolejnego najazdu tatarskiego, jego reaktywacja nastąpiła w 1618. Wtedy również wzniesiono w nim cerkiew Narodzenia Matki Bożej. Do 1764 klasztor był filią monasteru Ikony Matki Bożej „Znak” w Kursku, następnie uzyskał status niezależnego monasteru. Jego sytuacja materialna znacznie poprawiła się dzięki odbywającym się w jego sąsiedztwie jarmarkowi oraz corocznym procesjom z Kurska do monasteru, w których w obecności tysięcy pielgrzymów przenoszono Kursko-Korzenną Ikonę Matki Bożej „Znak”. W XIX wieku był to już jeden z najzamożniejszych klasztorów w Rosji. W tym też stuleciu wzniesiono nowy kompleks zabudowań monasterskich.
Główną świątynią monasteru był sobór Narodzenia Matki Bożej, wzniesiony w połowie XIX wieku. Znajdował się on w centralnej części dziedzińca, wokół którego zbudowane były pozostałe zabudowania klasztorne. Szczególnym kultem otaczane było źródło, które znajdowało się na tradycyjnym miejscu odnalezienia ikony Kursko-Korzennej. Na teren całego kompleksu prowadziła brama z dzwonnicą z 1862.
W 1923 monaster został zamknięty przez władze radzieckie i przekazany jednostce wojskowej. Następnie znajdowało się w nim sanatorium i szpital, zaś od 1950 szkoła rolnicza. Rosyjski Kościół Prawosławny odzyskał monaster w 1989, podejmując odbudowę części obiektów zniszczonych w okresie ZSRR.